# Luis Banchero Rossi
Luis Banchero Rossi (Tacna, 11 de octubre de 1929-Chaclacayo, 1 de enero de 1972) fue un importante empresario peruano dedicado a la exportación de harina y aceite de pescado, que se convirtió en uno de los principales impulsores de la industria pesquera peruana hasta su asesinato.

## Primeros años
Luis Banchero Rossi nació en una familia de inmigrantes italianos de escasos recursos. Terminó sus estudios de secundaria en el Colegio Nacional de Varones (hoy I. E. E. Coronel Bolognesi) de Tacna y se graduó como ingeniero químico en la Universidad Nacional de Trujillo. 
Comenzó a amasar su fortuna como vendedor de infinidad de productos: vinos de la pequeña vinatería paterna, medias, discos, autos, tractores, cargamentos de piña de Trujillo hacia Tacna. Luego, vendió alcohol y aceite para motores. Fue así como conoció la ciudad de Chimbote, cuando aún no era la zona industrial que él colaboró a crear.

## Carrera

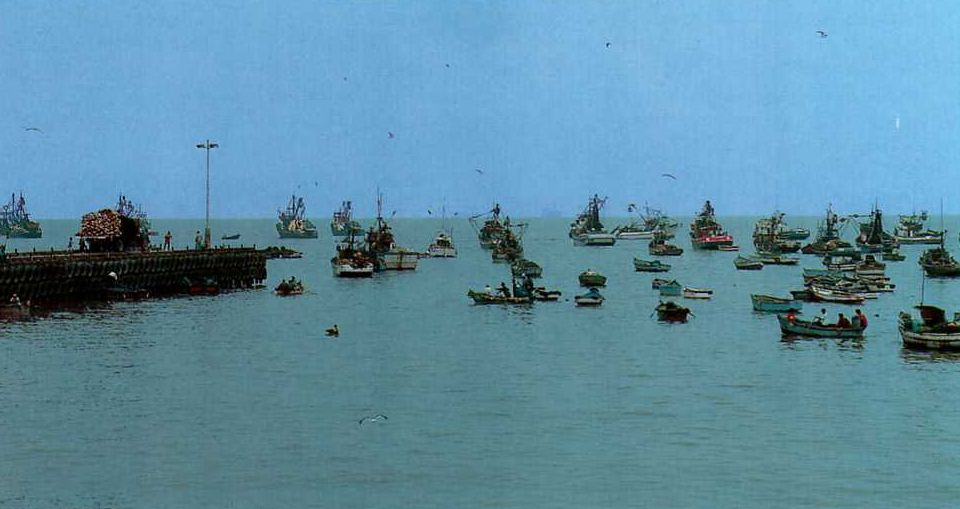
Naves pesqueras en Chimbote

En 1955, con las utilidades de negocios, compró su primera fábrica envasadora de conservas de pescados y la llamó Florida. Para entonces, ya contaba con un patrimonio de un millón de soles. Después, adquirió barcos propios para aminorar los costos de producción. De esta manera, su empresa creció de forma exponencial: adquirió fábricas productoras de harina y aceite de pescado que estaban en quiebra y las transformó. Llegó a poseer diez complejos pesqueros y más de trescientos veinte barcos de todo tamaño, cuya función era llenar las bodegas de sus fábricas de materias primas. Cerca de ellas, construyó casas para sus trabajadores y escuelas para sus hijos. Asimismo, estableció postas médicas en los lugares donde se extendió su emporio pesquero. 
En 1970, los ingresos brutos únicamente de sus industrias pesqueras bordeaban los sesenta millones de dólares al año. Diversificó sus actividades y creó empresas de otros rubros: los Astilleros Picsa (en el Callao y Chimbote). Así, incursionó en sectores tales como la minería, la aviación, el fútbol (con el Club Atlético Defensor Lima) y los medios de comunicación. 
En 1962, fundó en Tacna el diario Correo, que pasó a publicarse en varias provincias del Perú, y el diario Ojo. Sin embargo, nunca adquirió casa propia en Lima, ya que vivía en todo un piso que había alquilado en el Hotel Crillón de la capital.
Al momento de su muerte, Banchero era el peruano que más empleos había creado en el Perú de ese entonces y había logrado construir todo un imperio.

## Vida pública
En 1968, fue nombrado presidente de la Sociedad Nacional de Pesquería. Desde este cargo, promovió la investigación científica oceanográfica y donó equipos para incentivar el consumo de pescado en la población. Asimismo, fue director del Banco de Crédito del Perú. También quería postular a la presidencia del Perú.

## Asesinato
Banchero se había marchado a su casa de campo en Chaclacayo para pasar la noche de Año Nuevo con su secretaria Eugenia Sessarego. Allí el hijo de su jardinero, Juan Vilca Carranza, lo asesinó el 1 de enero de 1972. Su asesino confesó el crimen y declaró que lo hizo por dinero. Sin embargo, algunos hechos sembraron dudas sobre su versión. Juan Vilca Carranza nació en 1951 y tenía solo 20 años  y medía 1,50 m de estatura en comparación a los 1,80 m del empresario. Pese a que empleó una pistola Luger alemana para reducir a Banchero y a Sessarego, la diferencia de talla generó dudas sobre el rol del muchacho, quien asesinó a golpes y cuchilladas a Luis Banchero Rossi.
Tampoco se esclareció del todo cuál fue la participación de su secretaria, Eugenia Sessarego, quien primero fue tildada de amante y, durante el juicio del caso, terminó siendo imputada como cómplice de Vilca. Pasó cinco años en prisión hasta que fue indultada el 21 de diciembre de 1977. Al igual que Vilca una vez que fue liberado, mantuvo una vida retirada del público.
Después del asesinato de Banchero, sus empresas fueron estatizadas por la dictadura militar de Juan Velasco Alvarado.
Otra de las hipótesis sobre el crimen señalaba la pista de Klaus Barbie, oficial de la Gestapo y criminal de guerra nazi prófugo. Según la hipótesis del historiador Nelson Manrique, Barbie estaba en Chaclacayo en escala de camino a Bolivia, cuando fue identificado por Herbert John, colaborador alemán de Banchero, y ambos lo delataron. El cazador de nazis Serge Klarsfeld declaró que entre noviembre y diciembre de 1971, recibió una carta firmada por ambos en la que confirmaban la identidad de Barbie. Banchero fue asesinado solo días después de que esta información fuera hecha pública.
Sus restos fueron sepultados en el Cementerio de El Ángel de Lima.

## En la cultura popular
En 1981 se estrenó la película peruana Muerte de un magnate, dirigida por Francisco J. Lombardi y protagonizada por Orlando Sacha como Banchero y Pablo Tezén como Juan Vilca Carranza.